# Banatsko Novo Selo
Banatsko Novo Selo (cyr. Банатско Ново Село) – wieś w Serbii, w Wojwodinie, w okręgu południowobanackim, w mieście Pančevo. W 2011 roku liczyła 6686 mieszkańców.